# Sakeus Juuri-Oja
Karl Sakeus Juuri-Oja, född Järvinen 1 september 1890 i Helsingfors, död 28 augusti 1926 i Fitchburg, Massachusetts, var en finländsk pianist, skådespelare och teaterchef. Han skrev sig även som Juuri-oja och Juurioja.
Juuri-Oja var son till Viktor och Eeva Järvinen. Vid sidan om Pekka Jurva och Harald Winter var han J. Alfred Tanners mest kända ackompanjatör under 1910-talet.